# Ампули на Лоренцини
Ампулите на Лоренцини са специални сетивни органи, електрорецептори, формиращи мрежа от напълнени с желе пори. Те осигуряват на рибата шесто чувство, състояние да открива електромагнитни полета, както и температурни градиенти. Те най-често се срещат в хрущялни риби (акули, скатове и химери), но са известни също и при бахири (Chondrostei) като Erpetoichthys calabaricus и на есетрови Двойнодишащите също са били докладвани да ги притежават. Същинските костни риби (Teleostei) са развили различен тип електрорецептори. Електрорецепторите са описани за първи път от на Стефано Лоренцини през 1678 г.
Тези сетивни органи помагат на рибата за долавяне на електрически полета във водата. Всяка ампула се състои от напълнен с желе канал отварящ се на повърхността чрез пори в кожата и завършва сляпо в клъстер от малки джобчета, пълни със специално желе. Дължините на каналите се различават от животно до животно, но разпределението на порите е обикновено специфично за всеки вид. Порите на апмулите са ясно видими като тъмни петна по кожата.

## Чувствителност към електро-магнитни полета
Ампулите откриват електрически полета във вода, или по-точно разликата между потенциала на порите в кожата и потенциала в основата на електрорецепторните клетки. Положителна потенциална разлика ще понижи степента на нервната дейност от електрорецепторните клетки, а отрицателна потенциална разлика, ще увеличи активността на нервната дейност от електрорецепторните клетки.
Акулите могат са по-чувствителни към електричните полета отколкото всяко друго животно, с праг на чувствителност едва 5 nV/cm. Това е 5/1 000 000 000 от волта, измерено в едносантиметрова ампула. Всички живи същества произвеждат електрическо поле чрез мускулните си контракции, като акулата може да долови слабите електрически стимули от мускулните контракции на животните, особено плячка. От друга страна, електрохимични полета, генерирани от парализиран плячка, са били достатъчни, за да предизвикат атака от акули и скатове в експериментални условия, тоест мускулни контракции не са необходими за привличане на хищниците. Акулите и скатовете могат да намерят плячка, заровени в пясъка.
Електрически полета, произвеждани от океанските течения, които се движат в магнитното поле на Земята, са от същия порядък, както електрически полета, които акули и скатове са в състояние да регистрират. Това може да означава, че акулите и скатовете могат да се ориентират към електрически поле на океанските течения, както и да използват други източници на електрически полета в океана, за ориентация. Освен това електричното поле, генерирано в телата им, когато плуват в магнитното поле на Земята, може да им даде възможност да усетят своята посока.
Поведенчески проучвания също са предоставили доказателства, че акулите могат да откриват промени в геомагнитното поле. В един експеримент пясъчни акули и акули чук са били приучени да свързват изкуствено магнитно поле с награда храна. Когато храната награда е отстранена, акулите продължават да показват съществена разлика в поведението, когато магнитното поле бива включено.

## Чувствителност към температурни промени
В началото на 20 век функцията на ампулите не е ясно разбрана, а електрофизиологични експерименти показват чувствителност към температура, механично налягане и евентуално соленост. До 1960 г. не е изяснено, че ампулите са специализирани рецептори за детекция на електрически полета. Ампулата може също така да позволи на акулата да открива промени в температурата на водата. Всяка ампула е съвкупност от сетивни клетки, съдържащи множество нервни влакна. Тези влакна са затворени в гел напълнени тръбички, които се отварят на повърхността чрез порите. Гелът е гликопротеин със същото съпротивление като морската вода и има електрични свойства, подобни на полупроводници. Това е механизмът, чрез който се предполага, че температурните промени се трансформират в електрически сигнал, който акулата може да използва, за да открива температурни градиенти, въпреки че това е предмет на дебат в научната литература.